# Буассе (Кальвадос)
Буассе́ (фр. Boissey) — коммуна во Франции, находится в регионе Нижняя Нормандия. Департамент коммуны — Кальвадос. Входит в состав кантона Сен-Пьер-сюр-Див. Округ коммуны — Лизьё.
Код INSEE коммуны — 14081.

## Население
Население коммуны на 2010 год составляло 224 человека.
| 1962 | 1968 | 1975 | 1982 | 1990 | 1999 | 2010 |
| ---- | ---- | ---- | ---- | ---- | ---- | ---- |
| 282  | 247  | 236  | 216  | 202  | 206  | 224  |

## Экономика
В 2010 году среди 141 человека трудоспособного возраста (15—64 лет) 99 были экономически активными, 42 — неактивными (показатель активности — 70,2 %, в 1999 году было 66,4 %). Из 99 активных жителей работали 88 человек (45 мужчин и 43 женщины), безработных было 11 (6 мужчин и 5 женщин). Среди 42 неактивных 9 человек были учениками или студентами, 17 — пенсионерами, 16 были неактивными по другим причинам.